# Nieuwe Gracht (Haarlem)
De Nieuwe Gracht is een gracht in het centrum van de Noord-Hollandse stad Haarlem.
De gracht loopt van west naar oost, en is gelegen op de rand tussen de binnenstad en Stationsbuurt. De Gracht werd aangelegd in het kader van uitbreiding van de historische binnenstad, de gracht werd aanvankelijk ook wel de Herengracht genoemd. Hierbij werden twee oude stadspoorten, de Kruispoort en Janspoort gesloopt, en werd de noordelijke singel iets verlegd en aan gelegd als de huidige Nieuwe Gracht, waarbij de binnenstad niet ophield, maar een hele nieuwe buurt ontstond met parken zoals het Kenaupark en De Bolwerken. Deze parken zijn aangelegd op de plek waar eerst de bastions waren aangelegd ter verdediging van de stad. 
De gracht loopt vanaf de Kinderhuissingel naar het Spaarne, met net daarvoor een aftakking naar de Bakenessergracht. De Gracht wordt overspannen door een vijftal bruggen, van west naar oost zijn dat de Manegebrug, Nassaubrug, Kruisbrug, Jansbrug en Zandersbrug.
Vanaf 2019 werd het Spaarnestadconcert op en rond deze gracht georganiseerd.